# Coelotes kakeromaensis
Coelotes kakeromaensis är en spindelart som beskrevs av Matsuei Shimojana 2000. Coelotes kakeromaensis ingår i släktet Coelotes och familjen mörkerspindlar. Inga underarter finns listade i Catalogue of Life.